# СУ-74Д
СУ-74Д — опытная советская противотанковая САУ. Разработана в конструкторском бюро Горьковского автомобильного завода. Серийно не производилась.

## История создания
Работы над новой самоходной артиллерийской установкой были начаты по решению государственного комитета обороны. Целью работ являлось повышение характеристик лёгких самоходных артиллерийских установок путём установки одного двигателя, вместо двух. Одним из вариантов являлась САУ СУ-74Д. В 1943 году был изготовлен опытный образец машины, который прошёл полигонные испытания. В ходе испытаний были выявлены существенные преимущества перед СУ-76М в части бронирования и запаса хода, однако СУ-74Д на вооружение принята не была. Основной причиной отказа являлось использование в качестве силовой установки дизельного двигателя GMC, поставляемого из США по ленд-лизу. Освоение лицензионного производства этих двигателей на территории СССР не вписывалось в необходимые сроки, предъявляемые военным временем.

## Описание конструкции
СПТП СУ-74Д создана на базе лёгкого танка Т-70. Корпус закрытого типа. В передней части корпуса была вырезана амбразура для установки 76,2-мм пушки. Пушка устанавливалась на раме. Место командира оборудовано башенкой, расположенной на крыше корпуса. В башенке размещались 6 смотровых приборов. Для наведения орудия применялся прицел ТШ-15 и орудийная панорама. Внешняя связь осуществлялась по радиостанции РТ-12. Для внутренних переговоров между членами экипажа использовались танковые переговорные устройства ТПУ-3Ф.

## Машины на базе
- ГАЗ-75 — опытная советская противотанковая САУ